# 보훈재활체육센터
보훈재활체육센터는 국가유공자들의 복지증진에 필요한 체계적인 재활체육을 활성화하고 전문 장애인 체육선수 육성, 지역주민의 생활체육 지원 등의 보훈복지사업을 수행하기 위하여 설립된 대한민국 국가보훈처 산하 한국보훈복지의료공단에서 운영하는 보훈재활체육 전문기관이다. 경기도 수원시 장안구 광교산로 71에 위치하고 있다.

## 연혁
- 2011년 4월 30일 건물 준공 (조달청 일괄대행 수행)
- 2011년 5월 19일 보훈재활체육센터 개소

## 조직

### 보훈재활체육센터장

##### 운영과장
- 운영담당
- 복지담당
- 전기관리
- 설비관리

#### 체육과장
- 훈련담당(지도자)

## 같이 보기
- 대한장애인체육회
- 대한민국 상이군경회